# Tour de Brasil/Vuelta del Estado de San Pablo
El Tour de Brasil/Vuelta del Estado de San Pablo originariamente llamado Vuelta del Estado de San Pablo (también Vuelta Ciclística Internacional del Estado de San Pablo), es una carrera por etapas que se disputa en Brasil y como su nombre lo indica se desarrolla dentro del Estado de San Pablo.
Comenzó a disputarse en el año 2004 y a partir del 2005 pasó a formar parte del UCI America Tour con la categoría 2.2 del cual sólo se vio excluido en 2010 porque la competencia se iba a realizar en agosto pero se suspendió para octubre, por lo cual pasó a formar parte del UCI America Tour 2011. 
Si bien la primera y segunda edición se realizaron en el mes de enero, no ha tenido una fecha fija y se ha disputado también en marzo (2006), abril (2007 y 2008), agosto (2009) y octubre (2010 al 2012). 
De las 8 ediciones disputadas, 6 han sido ganadas por brasileños y quién más victorias ha logrado es Gregory Panizo que acumula 2 victorias generales (2008 y 2010). 
En la 4.ª edición el vencedor fue Magno Nazaret pero fue descalificado y retirado el título que quedó en manos de Marcos Novelo.
A partir de la edición del 2009, el nombre de la competencia fue denominado Tour do Brasil/Volta do Estado de Sâo Paulo.

## Palmarés
| Año  | Ganador                 | Segundo              | Tercero              |
| ---- | ----------------------- | -------------------- | -------------------- |
| 2004 | Antonio Nascimento      | Tim Larkin           | Breno Sidoti         |
| 2005 | Jorge Giacinti          | Matías Medici        | Pedro Nicácio        |
| 2006 | Alex Diniz              | Pedro Nicácio        | Alex Arseno          |
| 2007 | Marcos Novelo           | Matías Medici        | Pedro Nicácio        |
| 2008 | Gregory Panizo          | Luiz Amorim          | Jair Santos          |
| 2009 | Sergio Ribeiro          | Bruno Pires          | Magno Nazaret        |
| 2010 | Gregory Panizo          | Magno Nazaret        | Renato Seabra        |
| 2011 | José Eriberto Rodrígues | Flavio Cardoso       | Tiago Fiorilli       |
| 2012 | Magno Nazaret           | Flavio Cardoso       | Antoelson Dornelles  |
| 2013 | edición no realizada    | edición no realizada | edición no realizada |
| 2014 | Magno Nazaret           | Alex Diniz           | João Gaspar          |

## Palmarés por países
| País      | Victorias |
| --------- | --------- |
| Brasil    | 8         |
| Argentina | 1         |
| Portugal  | 1         |

## Estadísticas

### Más victorias de etapas
| Ciclista            | Victorias |
| ------------------- | --------- |
| Héctor Aguilar      | 6         |
| Edgardo Simón       | 6         |
| André Luiz Grizante | 5         |
| Magno Nazaret       | 4         |
| Francisco Chamorro  | 4         |
| Nilceu Santos       | 3         |
| Michel Fernández    | 3         |
| Roberto Pinheiro    | 3         |